# Trapped in the Closet
«Trapped in the Closet» (nombre original en inglés), «Atrapado en el armario» (en España) o «Atrapados en el Ropero», aunque también llamado «Atrapados en el Closet» (en Hispanoamérica), es el episodio n° 137 de South Park, serie animada de Comedy Central. Se estrenó  originalmente el 16 de noviembre de 2005. El argumento del episodio se centra en Stan, que se une a la iglesia de la cienciología en un intento de encontrar algo «divertido y gratuito». Tras descubrirse que tiene sorprendentemente altos sus «niveles thetan» es reconocido como la reencarnación del fundador de la iglesia, L. Ron Hubbard. El título es una referencia a la canción de R. Kelly del mismo nombre.
A consecuencia de la parodia que se hace de Tom Cruise en el episodio, éste habría amenazado con no promocionar Misión imposible 3 (película de Paramount Pictures) si Viacom, dueña tanto de Comedy Central como de Paramount, permitía la emisión del episodio. Aunque el episodio estaba originalmente previsto para ser retransmitido el 15 de marzo del 2006, ese día se retrasmitió el episodio «Los huevos salados de chocolate de Chef» en su lugar. Los representantes de Comedy Central dijeron que el cambio fue hecho a modo de homenaje a Isaac Hayes, la voz de Chef, pero que los creadores de South Park, Trey Parker y Matt Stone no pensaron lo mismo, y emitieron una declaración satírica diciendo que ellos (Parker y Stone) eran «sirvientes del oscuro lord Xenu». Hayes rescindió su contrato poco antes del comienzo de la décima temporada. La razón de su partida, según dijo Matt Stone, fue su pertenencia a dicha religión y que consideraba que este episodio era muy ofensivo, a pesar de que él inicialmente había dado su aprobación. El episodio fue repetido varias veces en Comedy Central y está disponible en su página web.
«Trapped in the Closet» fue nominado a los Premios Emmy en la categoría Mejor programa animado (de menos de una hora) en julio de 2006, pero perdió contra el episodio de Los Simpsons «The Seemingly Never-Ending Story». El episodio apareció en la lista de Comedy Central "Los 10 de South Park que cambiaron el mundo", en el segmento de apertura de los 58.os Primetime Emmy Awards, y mencionado en la película The Bridge, que critica a la Cienciología.

## Argumento
Sin dinero y con ganas de hacer algo, Stan completa un “test de personalidad” gratuito que le ofrecen unos cienciólogos en la calle. Después de responder un largo cuestionario, le informan que está extremadamente deprimido y, por lo tanto, es un perfecto candidato para ingresar en la cienciología, y se ofrecen a ayudarlo a cambio de 240 $. Stan regresa a su casa y le pide dinero a sus padres. Entonces su padre le sugiere que use el dinero que él estaba ahorrando para comprarse una bicicleta nueva. Tras pagar el importe es llevado al auditorio donde una asistente llamada Michelle mide sus niveles thetan. Michelle queda sorprendida por la alta lectura, y envía los resultados de Stan a la Sede de la Cienciología en Los Ángeles. Allí el presidente de la Cienciología determina que por su resultado tan alto Stan debe ser la reencarnación de L. Ron Hubbard, fundador y profeta de la cienciología.
Esa noche un grupo de cienciólogos, John Travolta incluido, se reúnen frente a la casa de Stan para celebrar la segunda llegada de Hubbard. El presidente de la Cienciología llega en un helicóptero y habla con los padres de Stan. Ellos se oponen a que ingrese en su grupo, pero el presidente les dice que, “Nosotros no le estamos pidiendo que se una a nosotros, le estamos pidiendo que nos lidere”. Randy envía a Stan a su cuarto donde encuentra a Tom Cruise esperándolo. Cruise pensando que Stan era la verdadera reencarnación de Hubbard le pregunta cual de sus actuaciones le gustaba más. Cuando Stan le contesta que no actúa mal pero que no tan buen actor como otros, Tom se encierra en el armario de Stan creyendo que era “un fracaso ante los ojos del profeta”, y se niega a salir del armario. En repetidas ocasiones rehúsa a salir del armario a pesar de que acuden a pedírselo Randy, Nicole Kidman, John Travolta y R. Kelly. Estos dos últimos terminan entrando también en el armario con Tom Cruise.
Mientras tanto el presidente de la cienciología trata de convencer a los padres de Stan de que lo dejen unirse a ellos y se ofrece a revelarle el gran secreto de la vida que se esconde detrás de su iglesia. Randy le pregunta a su hijo si quiere conocer esta información confidencial a lo que él responde: “seguro”.  El presidente le cuenta la historia de Xenu, basada directamente en el documento operativo Thetan III, y acompañado por unos subtítulos en pantalla que decían «Esto es lo que los cienciólogos creen realmente». Después de explicarle estas creencias, le dice a Stan que continúe escribiendo el relato donde “L. Ron” dejó. Stan comienza a escribir y muestra sus escritos al presidente, quien aprueba la mayoría de su trabajo pero se escandaliza cuando le dice que ha decidido que deben dejar de cobrar dinero a sus seguidores. Entonces el presidente le revela que la iglesia es solo una estafa para hacer dinero y que si le sigue la corriente se harán ricos.
Posteriormente el presidente presenta a Stan a sus seguidores frente a la casa de sus padres y les anuncia que leerá su nueva doctrina. Sin embargo, en lugar de hacerlo Stan les dice que él no es la reencarnación de L. Ron Hubbard y que: «La cienciología es solo una gran estafa mundial». Los cienciólogos se enojan en bloque, y amenazan con demandarlo. Entonces Tom Cruise que acababa de salir del armario junto a Travolta y R. Kelly, también amenaza con demandarlo. Stan los reta a que se atrevan a hacerlo les dice que no les tiene miedo. Entonces el episodio termina con todo el listado de los créditos sustituido por los nombres de "John Smith" y "Jane Smith”, en alusión a la reputación de litigiosidad de Tom Cruise y de la iglesia de la cienciología.

## Producción
South Park había parodiado anteriormente a la cienciología en los MTV Movie Awards del 2000. El corto de MTV se titulaba "The Gauntlet" e incluía a "John Travolta y a la iglesia de la cienciología" llegando en una nave espacial para vencer a Russell Crowe (como Gladiator) e intentando hacer que los chicos se unieran a la cienciología. Travolta y sus compañeros cienciólogos eran representados como Psychlos, los villanos extraterrestres que aparecían en la película Battlefield Earth. También se burlaron de la cienciología en un episodio anterior, titulado "Super Best Friends", en el que David Blaine formaba su propio culto llamado "blaintología". Parker y Stone han admitido que era en referencia a la Cienciología.
Parker dijo que Isaac Hayes había evitado hasta entonces que hicieran todo un episodio dedicado a la cienciología, ya que él pertenecía a dicha religión. La decisión de producir el episodio se debió en parte a la amistad que los creadores mantenían con Penn Jillete. Él había tratado de hacer un episodio para su serie Bullshit! basado en la cienciología, pero Showtime se lo había impedido para evitar las posibles consecuencias legales. Finalmente ellos le dijeron a Isaac que a pesar de que adoraban trabajar con él y que no era nada personal, ellos eran South Park y no hacer esto, desvalorizaba todo lo que habían hecho antes.
Aunque se plantearon algunas dudas antes de la transmisión del episodio respecto a si era prudente atacar a Cruise y a la Cienciología, Comedy Central declaró que apoyaba a Parker y a Stone. Un vocero de Comedy Central le dijo a la revista Radar en noviembre de 2005 que “ellos son y han sido libres de parodiar a cualquier persona o cosa que quisieran. Se han burlado de MTV, de Viacom, de Comedy Central, y nunca hemos interferido”.
Durante la producción del episodio, el periodista de investigación Mark Ebner sirvió como consultor para Trey Parker y Matt Stone. Ebner había sido autor de Hollywood, Interrupted, que incluye un análisis sobre la Iglesia de la Cienciología y sus efectos en la cultura de Hollywood, y tiene un capítulo sobre la relación de Tom Cruise y John Travolta con la Cienciología. En el sitio web oficial del episodio, se afirma que la parte de “Atrapado en el armario” que explica a la Cienciología no estaba exagerada: Nada de lo que usted ve aquí está exagerado en lo más mínimo. En serio.
El título es una referencia a la canción de R. Kelly del mismo nombre, quien además es representado en el episodio cantando una parodia de la misma.